# Джеймс С. А. Корі
Джеймс С. А. Корі (англ. James S. A. Corey) — псевдонім двох авторів наукової фантастики Деніела Абрагама і Тая Френка, найвідоміших за серією романів «Експансія» (The Expanse). Джеймс Корі це другі імена Абрагама і Френка відповідно, а С. А. — ініціали дочки Абрагама.

## Історія співпраці
Перший роман авторів «І прокинеться Левіафан» був опублікований у 2011 році. Ідею його світу Френк розробив як пропозицію MMORPG гри на початку 2000-х років, а потім роками проводив як настільну й текстову рольову гру, події якої відбувались в Сонячній системі. Автори познайомилися на конвенті Bubonicon в місті Альбукерке. Після переїзду Френка до міста, де він швидко влився в місцеву спільноту фантастів, Абрагам зміг зіграти в декілька партій його гри. Абрагам був вражений глибиною опису вигаданого всесвіту і запропонував написати роман за мотивами гри. В результаті вони розділили роботу — Френк писав загальні мотиви й сюжетні лінії, а Абрагам переписував їх справжній твір. Але після прочитання декількох написаних розділів Френк долучився до написання, оскільки вважав що Абрагам не вловив суті. В результаті кожен з них почав описувати події пов'язані з різними персонажами, з перехресним редагуванням. Оскільки Френк не мав опублікованих творів, а Абрагам був відоміший за фентезійними творами, тому вирішили видати книгу під псевдонімом. Роман, що вийшов у видавництві Orbit Books дуже добре сприйняли критики, він номінувався на премію Г'юго і на премію журналу «Локус» у 2012 році.
Ще на етапі написання першого твору автори розмірковували над можливістю продовження і в 2012 році вийшов наступний роман «Війна Калібана». Третій роман «Брама Абадона» виграв премію «Локус» у 2014 році. Загалом до 2019 року вийшло вісім романів в цьому всесвіті, а також декілька оповідань і новел. 2017 року вся серія «Експансія» номінувалась на премію Г'юго за найкращу серію.
Окрім творів у всесвіті Експансії, у 2014 році автори опублікували роман «Честь серед злодіїв» (англ. Honor Among Thieves) в всесвіті Зоряних воєн, а також декілька окремих оповідань.
2018 року автори анонсували нову трилогію, «космічну оперу далекого майбутнього, з увагою до складності людської природи». Восени 2023 року вони повідомили, що перша книга з трилогії The Captive's War — The Mercy of Gods вийде 6 серпня 2024 року. Перший розділ книги було опубліковано 28 травня 2024 року на сайті Polygon. У жовтні цього ж року в електронному форматі вийшов перший з двох коротких творів серії, оповідання Livesuit.
Ще один проєкт дуету з 2023 року — публічне написання нового роману на платформі Patreon, натхненний експериментом Гарлана Еллісона.
У листопаді 2024 року Variety анонсував телеадаптацію трилогії «Війна полоненого», яку в межах угоди про розробку для Amazon MGM Studios розробляє медіакомпанія Expanding Universe, заснована Френком і Абрагамом з колегами по серіалу «Простір» шоуранером Нареном Шанкаром і режисером Бреком Айзнером.

## Творчий процес
Автори приділяють багато часу обговоренню проєкту. Заздалегідь визначають його спільне бачення й цілі, що надалі стає орієнтиром для прийняття рішень щодо деталей та дозволяє обрати найкращу з різних ідей. Проговорюють сюжет і значні події книги, які персонажі найцікавіше проілюструють історію читачеві.
Джеймс Корі розвивається в жанрі космічної опери, оповідаючи натхненні часами Вавилону серії від обмеженої третьої особи. «Експансія», написана під впливом творчості Ларрі Нівена, Роберта Гайнлайна й Альфреда Бестера, розгортається в Сонячній системі близького майбутнього. У кожній книзі серії наукову фантастику доповнює інший жанр, оповідна перспектива змінюється щоглави. Наступна трилогія «Війна полоненого» жанрово запланована більш цілісною, перспектива ж змінюється між персонажами частіше. Це космоопера далекого майбутнього, під впливом Френка Герберта й Урсули Ле Гуїн.

## Джеймс Корі й Україна
У червні 2022 року, після російського вторгнення в Україну, письменницький дует дав благодійне інтерв'ю в прямому ефірі YouTube-каналу «Фантастичні talk(s)», у якому побажав українцям швидкої перемоги.

### Серія творів «Експансія»
Романи:
- 2011 — І прокинеться Левіафан (англ. Leviathan Wakes)
- 2012 — Війна Калібана (Caliban's War)
- 2013 — Брама Абаддона (Abaddon's Gate)
- 2014 — На згарищі Сіболи (Cibola Burn)
- 2015 — Ігри Немезиди (Nemesis Games)
- 2016 — Попіл Вавилону (Babylon's Ashes)
- 2017 — Зліт Персеполю (Persepolis Rising)
- 2019 — Лють Тіамат (Tiamat's Wrath)
- 2021 — Падіння Левіафана (Leviathan Falls)

Повісті та оповідання:
- 2011 — оповідання М'ясник станції Андерсона (The Butcher of Anderson Station)
- 2012 — повість Боги ризику (Gods of Risk)
- 2012 — оповідання Двигун (Drive)
- 2014 — повість Колотнеча (The Churn)
- 2015 — повість Необхідна Безодня (The Vital Abyss)
- 2017 — повість Дивні Пси (Strange Dogs)
- 2019 — оповідання Останній політ Кассандри (The Last Flight of the Cassandra)
- 2019 — повість Оберон (Auberon)
- 2022 — повість Гріхи наших батьків (The Sins of Our Fathers)
- 2022 — збірка коротких творів Легіон пам'яті (Memory's Legion)

### Трилогія «Війна полоненого»
Романи:
- 2024 — Милість богів (The Mercy of Gods)
- 2026 — Віра звірів (The Faith of Beasts)

Повісті:
- 2024 — Живий скафандр (Livesuit)

### Інші твори
Романи:
- 2014 — Честь серед злодіїв (англ. Honor Among Thieves), Зоряні війни: Імперія і повстання, книга 2 (Empire and Rebellion)

Повісті й оповідання:
- 2013 — Людина без честі (A Man Without Honor), ввійшло до збірки Старий Марс[en] за редакцією Джорджа Мартіна.
- 2014 — Сілвер і Скарлет (Silver and Scarlet), оповідання у всесвіті Зоряних воєн, Star Wars Insider[en] №.148
- 2015 — Дрони (The Drones), журнал Popular Science
- 2015 — Частота змін (Rates of Change), збірка Meeting Infinity, за редакцією Джонатана Стрехана
- 2016 — Голод після їжі (The Hunger After You're Fed), журнал Wired[27]
- 2023 — How It Unfolds, оповідання, збірка The Far Reaches[28].
- 2024 — Judas Iscariot Didn't Kill Himself: A Story in Fragments, оповідання, збірка The Last Dangerous Visions[en] за редакцією Гарлана Еллісона і Джозефа Майкла Стражинськи.

## Переклади українською
- Джеймс С. А. Корі. І прокинеться Левіафан / пер. з анг. Олеся Петіка. — Тернопіль : Навчальна книга — Богдан, 2021. — 480 с. — ISBN 978-966-10-6431-6.
- Джеймс С. А. Корі. Війна Калібана / пер. з анг. Олександра Федієнка та Олеся Петіка. — Тернопіль : Навчальна книга — Богдан, 2021. — 480 с. — ISBN 978-966-10-6682-2.
- Джеймс С. А. Корі. Брама Абаддона / пер. з анг. Ганни Чесної. — Тернопіль : Навчальна книга — Богдан, 2023. — 464 с. — ISBN 978-966-10-6769-0.
- Джеймс С. А. Корі. На згарищі Сіболи / пер. з анг. Олександра Мокровольського. — Тернопіль : Навчальна книга — Богдан, 2023. — 528 с. — ISBN 978-966-10-6775-1.
- Джеймс С. А. Корі. Ігри Немезиди / пер. з анг. Олександра Мокровольського. — Тернопіль : Навчальна книга — Богдан, 2024. — 480 с. — ISBN 978-966-10-8063-7.
- Джеймс С. А. Корі. У попелі Вавилону / пер. з анг. Інги Кононенко. — Тернопіль : Навчальна книга — Богдан, 2025. — 464 с. — ISBN 978-966-10-9133-6.